# Edward Charkewycz
Edward Charkewycz, ukr. Едвард Харкевич, pol. Edward Charkiewicz (ur. 23 lutego 1855 w Stanisławowie, zm. 24 września 1913 we Lwowie) – ukraiński nauczyciel.

## Życiorys
Urodził się 23 lutego 1855 w Stanisławowie. Był wyznania greckokatolickiego. Uczył się w c. k. gimnazjach w Kołomyi i Stanisławowie. Ukończył studia na Wydziale Filozoficznym Uniwersytetu Lwowskiego i na Uniwersytecie w Innsbrucku. Podjął pracę nauczyciela od 13 września 1877. Jako zastępca nauczyciela pracował w C. K. Gimnazjum im. Franciszka Józefa we Lwowie. Egzamin zawodowy złożył 29 października 1880 z języka niemieckiego i filologii klasycznej. Został mianowany nauczycielem rzeczywistym 30 sierpnia 1882 i od tego czasu pracował w c. k. gimnazjum w Tarnopolu, gdzie nauczał m.in. języków niemieckiego i łacińskiego. W 1889 powołany do służby w C. K. Ministerstwie Oświaty i Wyznań. Jednocześnie od tego roku pracował jako nauczyciel w Gimnazjum św. Jacka w Krakowie. Został mianowany dyrektorem ukraińskiego Gimnazjum Akademickiego we Lwowie 3 września 1892 i sprawował stanowisko do 1912, gdy na własną prośbę został przeniesiony w stan spoczynku (następcą został Eliasz Kokorudz). Otrzymał VI rangę w zawodzie (8 grudnia 1902), tytuł c. k. radcy rządu. W tym charakterze i delegata C. K. Krajowej Rady Szkolnej był przewodniczącym komisji egzaminacyjnej przy egzaminach maturalnych, np. w ruskim gimnazjum w Przemyślu. Był także recenzentem podręczników do nauki języka ruskiego i niemieckiego. Był poważanych nauczycielem i pedagogiem.
Przy Gimnazjum Akademickim założył stowarzyszenie „Rusłan” celem wspierania młodzieży ubogiej i pilnej w nauce. Był prezesem Ruskiego Towarzystwa Pedagogicznego „Ridna Szkoła” od 1896 do 1902. W 1900 i 1906 był wybierany członkiem zarządu Towarzystwa Nauczycieli Szkół Wyższych. 3 czerwca 1900 został wybrany członkiem zarządu władz podczas Zjazdu Nauczycieli Szkół Wyższych w Krakowie. 6 kwietnia 1902 został członkiem rady nadzorczej Wytwórczo-Handlowej Spółki Przyborów Szkolnych we Lwowie.
Został odznaczony Krzyżem Kawalerskim Orderu Franciszka Józefa w 1898 oraz Orderem Korony Żelaznej III klasy (1910).
Zamieszkiwał przy ulicy 29 listopada we Lwowie. Zmarł 24 września 1913. Został pochowany na Cmentarzu Łyczakowskim we Lwowie 26 września 1913. Mowę pogrzebową wygłosił m.in. Julian Romanczuk.